# 德沃爾登
德沃爾登（荷蘭語：De Wolden）是荷蘭的一個市镇，位於荷蘭東北部，在行政區劃上屬於德倫特省。

## 外部連結
- Official website （页面存档备份，存于）